# Émile Sacré
Émile Sacré war ein französischer Segler.

## Erfolge
Émile Sacré nahm an den Olympischen Spielen 1900 in Paris teil, wo er in drei Wettbewerben antrat. Mit seiner Yacht Fantlet verpasste er in der gemeinsamen Wettfahrt als Vierter noch das Podium, wurde aber dafür in der zweiten Wettfahrt in der Bootsklasse 0 bis 0,5 Tonnen Olympiasieger. Bei der zweiten Wettfahrt war ihm eine Zieleinfahrt noch misslungen.